# Elijah Moshinsky
Elijah Moshinsky est un metteur en scène de spectacles lyriques et réalisateur australien né le 8 janvier 1946 à Shanghai (Chine) et mort le 14 janvier 2021.

## Filmographie
- 1981 : All's Well That Ends Well (TV)
- 1981 : Le Songe d'une nuit d'été (A Midsummer Night's Dream), avec Helen Mirren, Peter McEnery, Nigel Davenport, BBC; DVD (vost) (TV)
- 1982 : Cymbeline (TV)
- 1984 : The Midsummer Marriage (TV)
- 1984 : The Tragedy of Coriolanus (TV)
- 1985 : Love's Labour's Lost (TV)
- 1986 : Ghosts (TV)
- 1988 : The Rivals (TV)
- 1990 : The Green Man (TV)
- 1993 : Genghis Cohn (TV)
- 1994 : Hope in the Year Two (TV)
- 1996 : Brazen Hussies (TV)
- 1998 : Anorak of Fire (TV)